# بخش لنوو ویل
بخش لنوو ویل یکی از بخشهای ایالت برن  در کشور سوئیس است.